# Sala Polivalentă

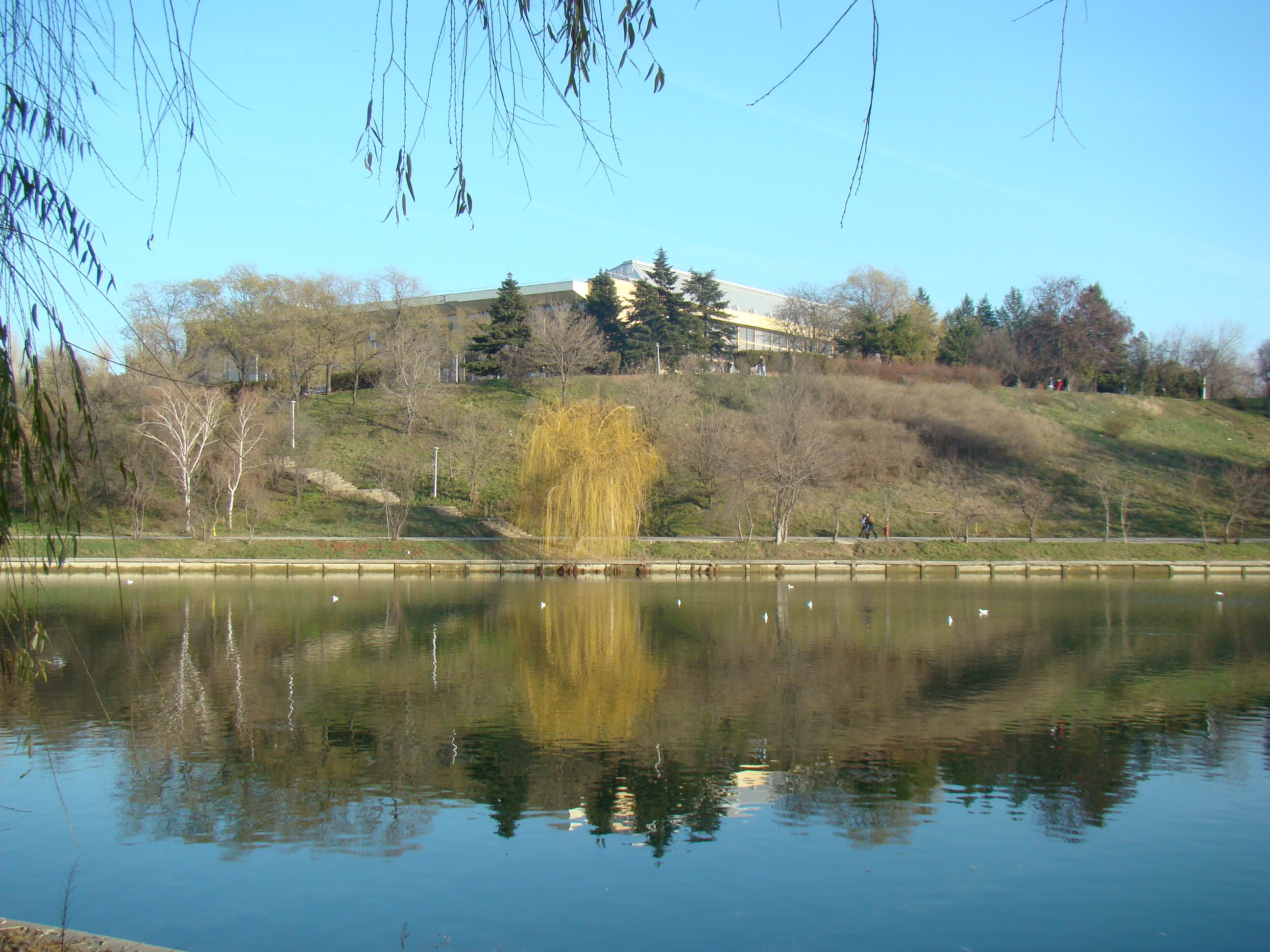
Sala Polivalentă

De Sala Polivalentă is een indoorhal in Boekarest, Roemenië. Ze biedt plaats aan 5.300 personen. De hal wordt vooral gebruikt voor concerten en sportevenementen, zoals volleybal. De zaal was de locatie van het Junior Eurovisiesongfestival 2006.